# دختری که با آتش بازی کرد (فیلم)
دختری که با آتش بازی کرد (به سوئدی: Flickan som lekte med elden) یک فیلم دلهره‌آور سوئدی محصول سال ۲۰۰۹ است که بر اساس رمانی به همین نام نوشته نویسنده و روزنامه‌نگار سوئدی استیگ لارسن و به کارگردانی دانیل آلفردسون ساخته شده‌است. این دومین فیلم از سری سه‌گانه هزاره و ادامه دختری با خالکوبی اژدها است.